# Un'emozione fantastica
Un'emozione fantastica è un singolo del cantautore italiano Massimo Di Cataldo, estratto dall'album Addendum e pubblicato nel 2015.

## Video musicale
Il videoclip ufficiale del singolo, diretto dal regista Antonio Levita e pubblicato il 6 luglio 2015, è stato girato al Club V Lounge del Lido di Ostia con la collaborazione del gruppo di ballo "La batteria del ritmo" del coreografo Alessandro Losco e con la partecipazione di Clarissa Marchese.

## Tracce
1. Un'emozione fantastica – 3:41